# T.A.T.u.
t.A.T.u. là một ban nhạc Nga gồm hai thành viên Yulia Volkova và Lena Katina.

## Thuở ban đầu
t.A.T.u được thành lập vào năm 1999 bởi Ivan Shapovalov với 2 thành viên là Lena Katina và Yulia Volkova.
Ivan, vốn là một bác sĩ tâm lý, cho rằng "trong những lần lang thang trên mạng, nhận thấy nhu cầu xem ảnh trẻ em vị thành niên là rất cao" nên nảy sinh ý định thành lập một ban nhạc với hình ảnh một cặp đồng tính nữ.
Tuy vậy, một nguồn tin khác lại cho rằng, Elena Kiper- bạn gái của Shapovalov, trong một lần đi chữa răng đã ngủ quên tại phòng chờ và vô tình nằm mơ thấy cảnh mình hôn một người phụ nữ khác. Từ đó nảy sinh ý định thành lập ban nhạc.
Cái tên t.A.T.u (ban đầu là Tatu, sau đổi do trùng tên một ban nhạc khác) được xem như là viết tắt từ "ta lyubit tu"- "cô nàng này yêu cô nàng kia" trong tiếng Nga.

## Thành viên

### Lena Katina
Tên thật là Elena Sergeevna Katina (Елена Сеpгеевна Катина), còn được gọi thân mật là Lenka, Lenochka, sinh ngày 4 tháng 10 năm 1984 tại Moskva, Nga. Lena là con gái thứ nhất trong một gia đình có truyền thống âm nhạc. Bố cô là nhạc sĩ từ thời Liên Xô cũ. Lena từ nhỏ đã tham gia một số ban nhạc thiếu nhi của Nga trước khi tham gia vào nhóm hát Neposedi. Lena đã thu âm một số ca khúc như Belochka (Chú sóc) và Nam Tư để tưởng nhớ những nạn nhân chiến tranh trong cuộc chiến Kosovo. Từ những bài hát này, Lena được ông bầu Ivan Shapovalov chú ý và được chọn làm thành viên đầu tiên của t.A.T.u. Lena được coi như là "cô gái ngoan" của nhóm.

### Yulia Volkova
Tên đầy đủ là Yulia Olegovna Volkova (Юля Олеговна Волкова), còn được gọi là Julia, Yulka, Yulenka, sinh ngày 20 tháng 2 năm 1985 tại Moskva, Nga. Yulia là con gái duy nhất trong một gia đình thương nhân. Tuy nhiên cuộc sống của Yulia lúc nhỏ khá khó khăn từ sau cuộc giải thể của Liên Xô. Yulia sớm được mẹ cho học quần vợt, trượt băng nghệ thuật, bơi lội, piano và ca hát. Yulia gia nhập Neposedi từ năm 1996 và trở thành một giọng hát chủ lực tại nhóm hát này. Tuy nhiên, sau đó cô rời Neposedi, một số tin đồn cho rằng Yulia bị đuổi vì hút thuốc lá, uống rượu và có những hành động không đứng đắn. Liền sau đó, Ivan Shapovalov chú ý đến tính cách nổi loạn của Yulia và cô được chọn là thành viên thứ hai của t.A.T.u. Yulia được coi như là "cô gái hư hỏng" của nhóm.

## Thành công đầu tiên tại quê hương
Cuối năm 2000, t.A.T.u ra single đầu tiên tại Nga mang tựa đề "Ya soshla s uma"- "Tôi mất trí rồi" do Elena Kiper sáng tác. "Ya soshla s uma" là câu nói mà Kiper còn nhớ khi mình nằm mơ tại phòng chữa răng. Bài hát nói về tâm trạng lo lắng, hoảng sợ và cả thích thú của một cô gái khi lỡ thích cô bạn thân của mình. Videoclip của bài hát này, với cảnh hai cô gái mặc đồng phục nữ sinh hôn nhau trong mưa, vừa tung ra đã bị cấm trên tất cả các đài truyền hình Nga.
Mặc kệ sự la ó phản đối của các bậc phụ huynh và các nhà giáo dục, "Ya soshla s uma" vẫn được phát mỗi 15 phút một lần trên các đài phát thanh của Nga.
Tháng 3 năm 2001, t.A.T.u ra tiếp single thứ hai là "Nas ne dogonyat"- "Họ sẽ không đuổi kịp chúng ta đâu". Bài hát miêu tả việc quyết tâm bỏ trốn khỏi những dè bỉu từ mọi người của hai cô gái yêu nhau. Bài hát ngay lập tức trở thành một single ăn khách.
Album đầu tiên của ban nhạc là "200 Po Vstrechnoy".

## Vươn ra thế giới
Danh tiếng của ban nhạc vượt khỏi Nga và bay sang các nước Xã hội Chủ nghĩa cũ như Ba Lan, Slovenia, Slovakia.
Ukraina, sang cả các nước Tây Âu như Đức, Pháp, Tây Ban Nha, Anh... Ivan quyết định cho ban nhạc chinh phục thị trường âm nhạc Mỹ. Tháng 11/2002, single "All the things she said"- "Tất cả những điều nàng nói"- phiên bản tiếng Anh của "Ya soshla s uma" được tung ra và nó tiếp tục trở thành một ca khúc gây sốc cho khán thính giả.

### Tại Mỹ

Cover of 200km/h in the wrong lane by t.A.T.u.

t.A.T.u. appeared in Total Request Live

Album tiếng Anh của ban nhạc là "200km/h in the wrong lane" ra mắt thế giới liền sau đó. Cả thế giới như phát sốt với hai cô nữ sinh trung học hôn nhau đắm đuối trên sân khấu.
Khi trình diễn trong chương trình The Tonight Show with Jay Leno trên kênh NBC, Lena và Yulia mặc áo thun với dòng chữ Хуй войне! ("Hui Voyne", "Chiến tranh cái con cặc!"). Ban đầu ban quản lý của t.A.T.u. nói rằng dòng chữ nhằm phản đối cuộc chiến tranh Iraq của Mỹ. Nhưng sau này họ phát ra là dòng chữ nghĩa là "Chiến tranh cái con cặc". Biên tập viên đã không xóa đi hàng chữ khiêu khích trên mà chỉ cắt đi đoạn hai cô gái hôn nhau, thay vào đó là tay đánh guitar Troy McCubbin trong đoạn gian tấu.

### Eurovision 2003
Tháng 5 năm 2003, t.A.T.u đại diện nước Nga tham gia Eurovision. Trước cuộc thi, thanh quản của Yulia Volkova gặp vấn đề và cô đã đấu tranh để có thể tham gia (phim tài liệu "Anatomiya t.A.T.u"). Năm đó nước Nga tưởng chừng như nắm chắc phần thắng trong tay với niềm tin những người hâm mộ t.A.T.u tại châu Âu sẽ bầu cho thần tượng của mình. Yulia và Lena bị buộc phải ký cam kết là "không được có hành động bất nhã trên sân khấu". Cả hai mặc chiếc áo thun trắng có số 1 trước ngực, đại diện cho vị trí biểu diễn thứ 11 của Nga, đồng thời cũng tự tin mình sẽ giành thứ hạng cao nhất. Rốt cuộc, Nga chỉ về hạng 3 với những nghi kị vì sự gian lận trong bầu chọn. Phía Nga cho rằng những người hâm mộ tại Ireland đã không bầu được cho thần tượng của mình nên ban giám khảo đã tự quyết định thứ hạng. Một số người thì cho rằng không thể để một ban nhạc tai tiếng như t.A.T.u giữ hạng nhất tại Eurovision.

t.A.T.u. at Eurovision 2003

### Tiếp tục thành công
t.A.T.u tiếp tục cuộc chinh phục thế giới của mình. Tháng 7 năm 2003, t.A.T.u cho ra mắt single "Polchasa"- "Nửa giờ", phiên bản tiếng Anh là "30 phút". Videoclip mô tả cảnh Yulia buồn bã nhìn Lena cùng một chàng trai trên vòng quay ngựa gỗ. Yulia đã dùng một trái bom tự tạo để giết chết cả hai. Videoclip gây sốc bằng việc Lena để ngực trần.

## Tin đồn và nghỉ ngơi
Tháng 3/2004, sau khi chiếu Podnebesnaya (là một chương trình truyền hình thực tế với cảnh t.A.T.u. trong phòng thu để chuẩn bị cho album thứ hai) thì t.A.T.u. tuyên bố là họ sẽ không còn làm việc với người sản xuất cũ là Ivan Shapovalov.
Tháng 9/2004, Yulia báo tin mình sinh con là Viktoria (Vika) với người bạn trai lâu năm Pasha. Cả thể giới chê cười và lên án t.A.T.u hơn bao giờ hết. Từ lâu nay, cảnh Yulia và Lena hôn nhau trên truyền hình đã quá quen thuộc và đã có rất nhiều tin đồn là hai người đồng tính nhưng bây giờ một trong hai cô lại sinh con.
Tháng 12/2004, Yulia và Lena lên truyền hình đính chính mọi tin đồn. Cả hai cho rằng việc hôn nhau trên sân khấu, những tấm ảnh chụp bán khỏa thân và những hành động kích thích đám đông chỉ là chiêu câu khách của Ivan Shapovalov. Lena cho biết cô cảm thấy rất tội lỗi dù đã xưng tội rất nhiều lần. Yulia, cô gái nổi loạn, thì cho rằng mình cảm thấy rất "tởm lợm" khi phải nghe lời Shapovalov. Tuy nhiên, Yulia cho rằng không có gì phải hối tiếc.
Tháng 6/2005, t.A.T.u tung ra album tiếng Nga thứ 2 là "Lyudi Invalidy"- "Tụi què quặt". Vì tên của album này mà t.A.T.u đã bị hiệp hội người khuyết tật Nga và nhóm nhạc Invalids của Komi Republic dọa kiện ra toà. t.A.T.u. đã có một cuộc phỏng vấn về vụ kiện với lại những người muốn kiện họ vào ngày 22/11/06 trong chương trình Let Them Speak tại Nga.

## Trở lại

Dangerous and Moving album's cover

Tháng 10/2005, t.A.T.u trở lại với thế giới bằng album "Dangerous and Moving" với các single "All about us", "Friend or foe", "Gomenasai" và "Loves me not". Album mới này được sự giúp đỡ của những tên tuổi như John Carpenter, Sting và Brian Adams. Tiếp nối với album "Dangerous and Moving" là album "The Best" ra ngày 11/9/06 với những bài hát nổi tiếng nhất của t.A.T.u. như "All The Things She Said", "Not Gonna Get Us", "Show Me Love", "30 Minutes", "How Soon is Now", và "Ne Ver Ne Boysia" trong album thứ nhất và "All about us", "Friend or foe", "Gomenasai", "Loves me not", "Cosmos", "Null and Void" (bản tiếng Anh của "Obezyanka Nol", "Craving(I Only Want What I Can't Have)" và "Ludi Invalidi" trong album thứ hai. Hiện nay t.A.T.u đang trong phòng thu chuẩn bị cho album tiếng Anh thứ 3 và một bộ phim dựa trên cuốn tiểu thuyết "t.A.T.u trở lại"-"t.A.T.u comes back" của nghị viên Aleksey Mitrofanov.

## Finding t.A.T.u
Finding t.A.T.u là phim dựa theo tiểu thuyết "t.A.T.u Come Back" của Mitrofanov, do Roland Joffe làm đạo diễn (ông từng đoạt giải Oscar với phim The Killing Field/ Cánh đồng chết). Hai vai chính do Mischa Barton và Shantel Van Santen thủ diễn. Trong phim này t.A.T.u đóng vai chính mình.
Phim là cuộc hành trình tìm đến Moskva của một cô gái Mỹ- Janice Sawyer- chán cuộc sống ở Nga (Shantel diễn) và một cô gái Nga- Lana Starkova- muốn thoát ly khỏi ngôi làng buồn tẻ (Mischa). Cả hai đã trải qua nhiều khó khăn nhưng đầy đam mê.
Phim sẽ công chiếu lần đầu tiên tại Liên hoan Phim Cannes vào tháng 5 năm 2008.

## Beliy Plaschik/ White Robe
Ngày 29/11/2007, MTV Nga bắt đầu tung ra clip Beliy Plaschik (tựa tiếng Anh là White Robe). Videoclip mô tả cảnh Yulia là một tù nhân trong nhà tù, sống những giờ cuối cùng của mình trước khi ra pháp trường. Lena vào vai sĩ quan lãnh đạo đội hành quyết (một trong bốn người của đội là Troy McCubbin- tay trống của ban nhạc). Bộ đồng phục của đội hành quyết trong clip được đánh giá là "nhại theo Nazi/ lính phát xít)".
Đến tận cuối videoclip thì những người không phải là fan của t.A.T.u mới nhận ra rằng Yulia đang mang thai (thực tế trong lúc quay clip, Yulia đang ở tháng thứ 6+ của thai kì). Clip do James Cox làm đạo diễn (đây là người đã đạo diễn "All about us" và "Friend or Foe")
Beliy Plaschik dựa trên một bài thơ do hai nữ sinh trung học Nga, vốn là người hâm mộ của t.A.T.u viết. 2 đoạn đầu của bài thơ được phổ nhạc, còn đoạn thứ 3, được các nhạc sĩ viết thêm lời.
Đây là single mở màn cho album thứ ba của t.A.T.u, với tựa Beliy Plaschik (Happy Smiles) ra mắt vào năm 2008.

### Những Phần Thưởng Dangerous and Moving Đã Đạt Được
Tại MuzTV Award trong năm 2006, t.A.T.u. đã nhận được 3 giải thưởng là
- Best Song for All About Us (bài hát hay nhất cho All About Us)
- Best Pop Group (nhóm nhạc Pop hay nhất)
- Best Video for All About Us (video hay nhất cho All About Us)

## Danh sách các album
- 200 Po Vstrechnoy
- 200 Po Vstrechnoy Re-Release
- 200km/h in the wrong lane
- t.A.T.u Remixes
- Dangerous and Moving
- The Best